# Matt Greenhalgh

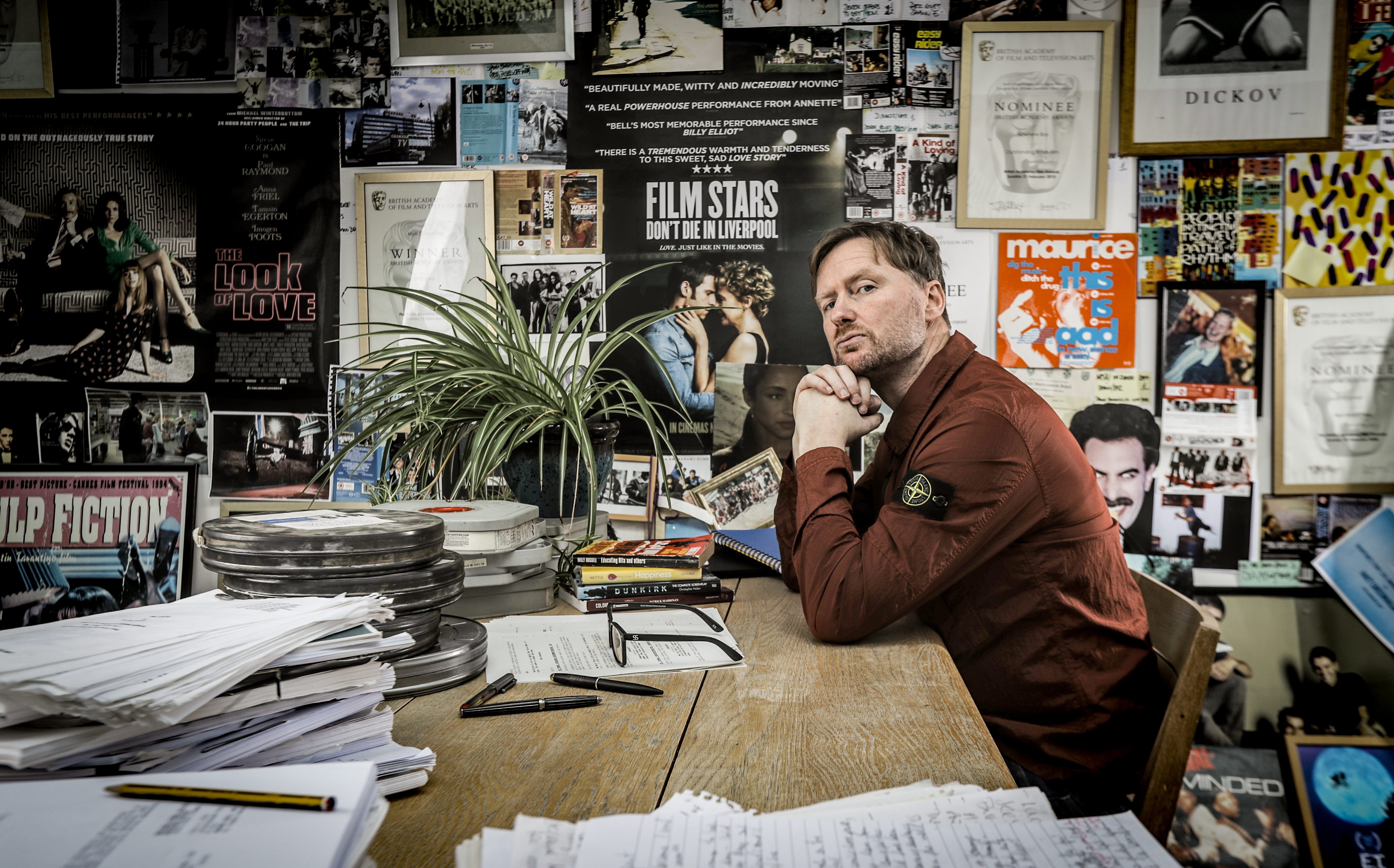
Matt Greenhalgh

Matt Greenhalgh (* in Salford, England; eigentlich Matthew Greenhalgh) ist ein englischer Drehbuchautor.

## Leben
Greenhalgh begann seine Karriere mit einem Drehbuch für die Fernsehserie Clocking Off im Jahr 2002. Es folgten Episoden von Burn It und eine Episode von Cold Feet. Für den Fernsehfilm Legless (2005) schrieb er nicht nur das Buch, sondern führte auch Regie. Die Witwe des Sängers und Gitarristen Ian Curtis der englischen Post-Punk-Band Joy Division, Deborah Curtis, lieferte mit Touching from a Distance die Buchvorlage zum preisgekrönte Drama Control, das Greenhalgh 2007 zahlreiche Nominierungen und Filmpreise eintrug. Greenhalghs Drehbuch zu Nowhere Boy beschreibt John Lennons Zeit als junger Erwachsener und seinen Weg zum Ruhm.

## Filmografie

### Als Drehbuchautor
- 2002: Clocking Off (1 Episode)
- 2003: Burn It
- 2003: Cold Feet (1 Episode)
- 2005: Legless
- 2007: Control
- 2008: Nowhere Boy
- 2013: The Look of Love
- 2017: Film Stars Don’t Die in Liverpool
- 2024: Back to Black

### Als Regisseur
- 2005: Legless

## Auszeichnungen

### Preisträger
- British Academy Film Award Carl Foreman Award 2007 – Auszeichnung für die beste Nachwuchsleistung (Control)
- Chicago International Film Festival 2007 – Silver Hugo für das beste Drehbuch (Control)
- Evening Standard British Film Award 2007 – Bestes Drehbuch (Control)

### Nominierungen
- British Academy Film Award  2007 – Bester Film (Control)
- British Academy Television ward 2003 – Bester Nachwuchs-Drehbuchautor (Clocking Off)
- British Independent Film Award 2007 – Bestes Drehbuch (Control)